# Atacta argentifrons
Atacta argentifrons är en tvåvingeart som beskrevs av Aldrich 1925. Atacta argentifrons ingår i släktet Atacta och familjen parasitflugor. Inga underarter finns listade i Catalogue of Life.